# Šid
Šid (in serbo Шид?, in ungherese Sid), è una città e una municipalità del distretto della Sirmia nel sud-ovest della provincia autonoma della Voivodina, al confine con la Croazia. In questa città è vissuto per lungo periodo Sava Šumanović, importantissimo pittore serbo del ventesimo secolo.

## Municipalità
La municipalità di Šid comprende, oltre alla città di Šid, i seguenti villaggi:
- Adaševci
- Batrovci
- Bačinci
- Berkasovo
- Bikić Do
- Bingula
- Vašica
- Višnjićevo
- Gibarac
- Erdevik
- Ilinci
- Jamena
- Kukujevci
- Ljuba
- Molovin
- Morović
- Privina Glava
- Sot